# Compagnie de l’Ouest Suisse
| \| \| 54,85 \| Vaumarcus \| Vaumarcus \| \| \| 39,13 \| Yverdon \| Yverdon \| \| \| 6,93 \| Bussigny \| Bussigny \| \| \| 4,51 \| Renens \| Renens \| \| \| 0,00 \| Lausanne \| Lausanne \| \| \| 12,50 \| Morges \| Morges \| \| \| 29,34 \| Villeneuve \| Villeneuve \| \| \| 47,56 \| Bex \| Bex \| \| \| 50,07 \| Les Paluds bei Saint-Maurice \| Les Paluds bei Saint-Maurice \| \| \| 43,45 \| Céligny GE \| Céligny GE \| \| \| 47,00 \| Coppet VD \| Coppet VD \| \| \| 51,95 \| Versoix GE \| Versoix GE \| \| \| 60,26 \| Genève \| Genève \| \| Ohne Zwischenstationen und ohne Anschlussbahnen. Gestrichelt: Streckenabschnitte der GV bzw. der LFB \| \| \| \| |       |                              |                              |
| Bahnhof | 54,85 | Vaumarcus                    | Vaumarcus                    |
| Bahnhof | 39,13 | Yverdon                      | Yverdon                      |
| Bahnhof | 6,93  | Bussigny                     | Bussigny                     |
| Abzweig geradeaus, nach links und von links · Bahnhof quer · Strecke von rechts | 4,51  | Renens                       | Renens                       |
| Strecke · Bahnhof | 0,00  | Lausanne                     | Lausanne                     |
| Bahnhof · Strecke | 12,50 | Morges                       | Morges                       |
| Strecke · Bahnhof | 29,34 | Villeneuve                   | Villeneuve                   |
| Strecke · Bahnhof | 47,56 | Bex                          | Bex                          |
| Dienststation / Betriebs- oder Güterbahnhof | 50,07 | Les Paluds bei Saint-Maurice | Les Paluds bei Saint-Maurice |
| | 43,45 | Céligny GE                   | Céligny GE                   |
| Bahnhof | 47,00 | Coppet VD                    | Coppet VD                    |
| | 51,95 | Versoix GE                   | Versoix GE                   |
| | 60,26 | Genève                       | Genève                       |
| Ohne Zwischenstationen und ohne Anschlussbahnen. Gestrichelt: Streckenabschnitte der GV bzw. der LFB |       |                              |                              |

Die Compagnie de l’Ouest des chemins de fer Suisse (OS), kurz Ouest Suisse oder deutsch Westbahn,  war eine schweizerische Eisenbahngesellschaft, die von 1852 bis 1871 existierte.
Die OS war am Aufbau des Eisenbahnnetzes in der Westschweiz massgeblich beteiligt und legte damit den Grundstein für den Anschluss der Schweiz an die Bahnen in Richtung Mittelmeerländer.

## Geschichte

### Gründung und Bau

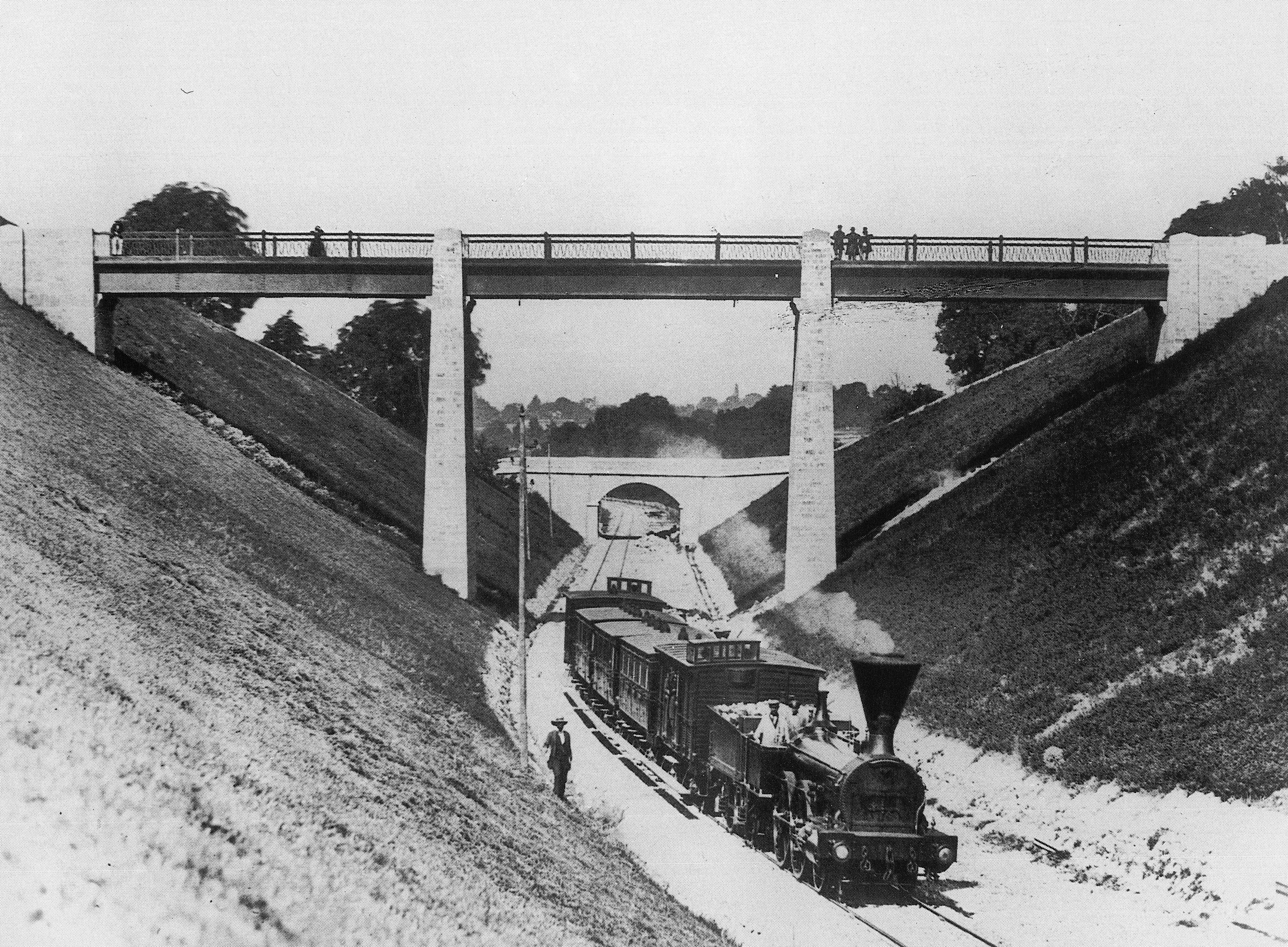
Zug der Ouest Suisse zwischen Lausanne und Renens, kurz nach Eröffnung der Strecke 1856

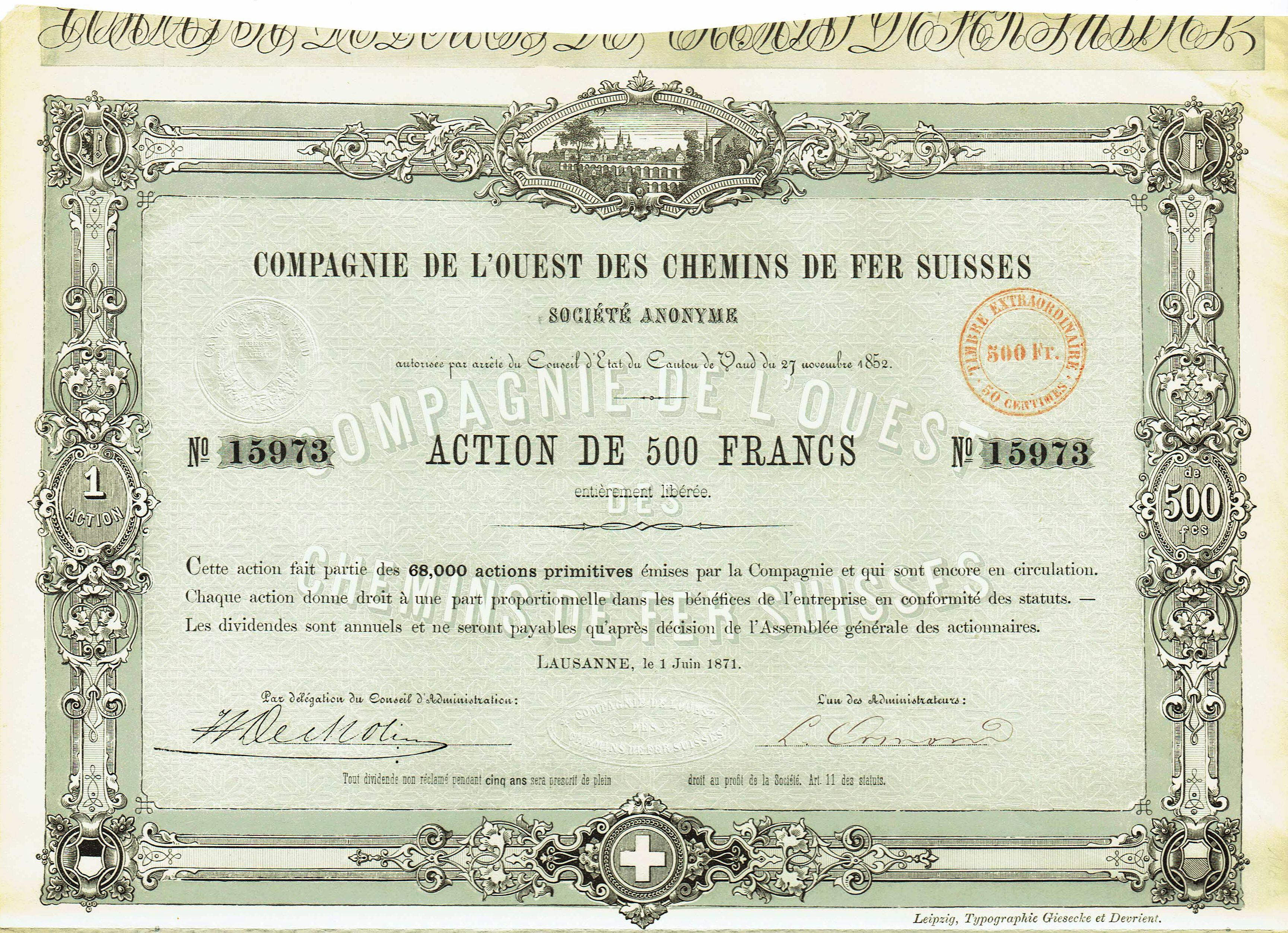
Aktie der Ouest Suisse

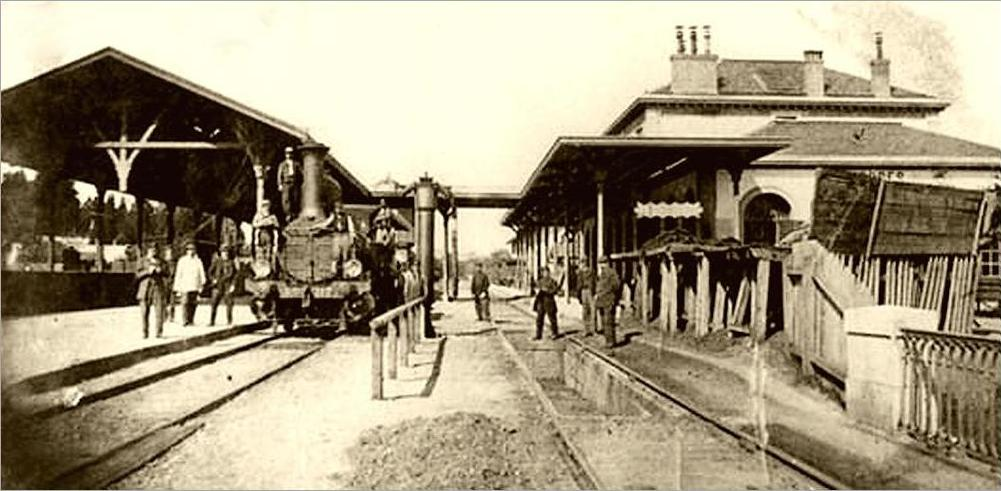
Bahnhof Morges mit einem wartenden Zug der Ouest Suisse

1852 erhielt die Compagnie die Konzession für den Bau einer Linie zwischen Solothurn und Aargau, aber bald wurde das Projekt abgegeben und die Konzession aufgehoben. 1854 erhielt die Compagnie de l’Ouest des chemins de fer Suisse die waadtländische Konzession für den Bau einer Eisenbahnverbindung von Lausanne nach Yverdon, welche über Payerne und Murten nach Bern weiter führen sollte. Wegen des Oronbahnkonfliktes wurde vorläufig nur die Strecke bis Yverdon gebaut. Im Mai 1855 eröffnete sie die Linie von Bussigny-près-Lausanne nach Yverdon und am 1. Juli 1855 von Bussigny über Renens nach Morges als Teil der Bahnstrecke Lausanne–Genf.
Am 5. Mai 1856 konnte die Gesellschaft gleich zwei neue Abschnitte eröffnen: So verband sie Renens mit der Kantonshauptstadt Lausanne und übergab die Verbindungslinie Bussigny–Morges ihrem Betrieb. Am 10. Juni 1857 folgte der Abschnitt von Villeneuve am oberen Genferseeende nach Bex im Rhonetal. Zwischen Lausanne und Villeneuve musste bis 1861 das Schiff benutzt werden. Am 7. November 1859 wurde das Teilstück von Yverdon nach Vaumarcus eröffnet, womit die OS mit dem Netz der Franco-Suisse (FS) verbunden war.
Nun suchte die Bahn den Anschluss an die Paris–Lyon–Mittelmeer-Bahn (PLM) in Genf und eröffnete am 14. April 1858 die Strecke Morges–Coppet und am 21. April die von Coppet nach Versoix. Ab 25. Juni fand die OS Anschluss an Genf mit der Eröffnung der Strecke Versoix–Genf der Genève–Versoix-Bahn (GV), welche 6 Tage später in die Chemin de fer Lausanne–Fribourg–Berne (LFB) aufging.
Auf den 1. November 1860 folgte die Strecke von Bex bis nach Les Paludes bei Saint-Maurice mit Anschluss an die Linie von Bouveret–Martigny der nach dem Simplon strebenden Ligne d’Italie (LI). Auf den 2. April 1861 konnte die Lücke am Ufer des Genfersees von Lausanne nach Villeneuve geschlossen werden.

### Betriebsgemeinschaft Suisse-Occidentale

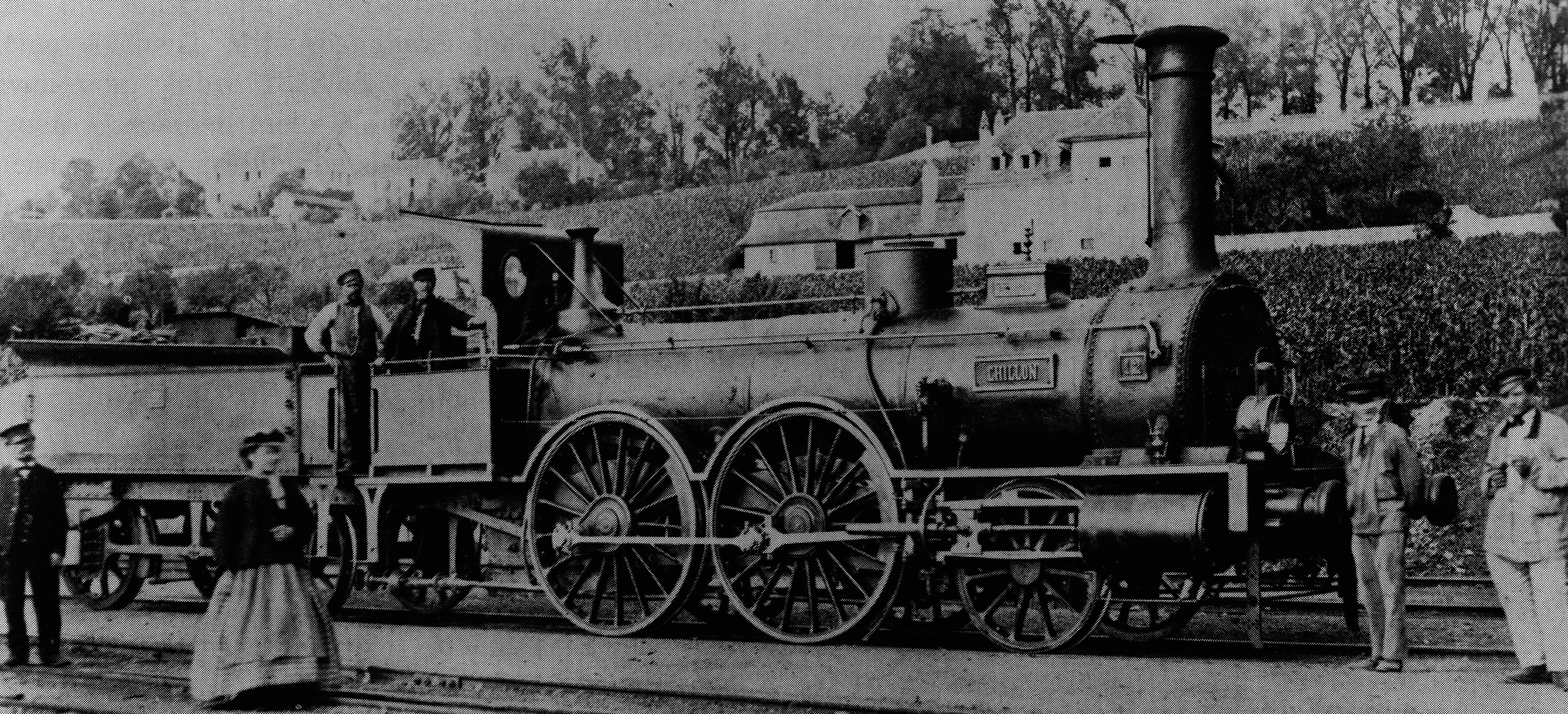
Lokomotive Nr. 12 der OS, gebaut 1857

Die Verbindung von Genf über Lausanne nach Neuenburg lag in den Händen von drei sich konkurrenzierenden Bahngesellschaften, die sich oft in den Haaren lagen. Die Lausanne–Fribourg–Berne-Bahn (LFB) besass das kurze Teilstück von Genf nach Versoix, die Strecke von Versoix bis Vaumarcus gehörte der OS, und die Fortsetzung nach Neuenburg lag in den Händen der Franco-Suisse. Wegen ihrer finanziellen Schwierigkeiten gründeten die drei Westschweizer Bahnen nach langwierigen Verhandlungen per 1. Januar 1865 eine Betriebsgemeinschaft mit dem Namen «Association des chemins de fer de la Suisse Occidentale». Der Betrieb wurde der Firma Laurent-Bergeron et Comp. übertragen. Die finanzielle Lage der drei Westschweizer Bahnen stabilisierte sich, und ab 1868 konnte die Betriebsgemeinschaft alljährlich eine bescheidene Dividende ausrichten.
Auf den 1. Januar 1872 formierte sich die Suisse-Occidentale (SO) als Aktiengesellschaft, in der die Ouest Suisse zusammen mit der LFB und der FS vollständig integriert wurde. So entstand mit einer Netzlänge von 315 Kilometern der damals grösste Bahnkonzern der Schweiz.

## Rollmaterial
Liste der Lokomotiven, die bei der OS eingesetzt wurden:
| Bezeichnung                                        | OS-Nr.      | Name                                   | SO-Nr. ab 1865 | SO/SOS-Nr. ab 1871 | JS-Nr. ab 1890 | SBB-Nr. ab 1903 | Hersteller  | Baujahr | ausrangiert | Bemerkung             | Bild  |
| -------------------------------------------------- | ----------- | -------------------------------------- | -------------- | ------------------ | -------------- | --------------- | ----------- | ------- | ----------- | --------------------- | ----- |
| – (B 2/3)                                          | 1–5 (26–30) | → Hauptartikel: OS B 2/3 (St. Léonard) | –              | –                  | –              | –               | St. Léonard | 1854    | 1864        |                       |       |
| ab 1881: IV ab 1887: C3T ab 1902: D 3/3            | 1'          | La Vaux                                | 51             | 101                | 501            | 3351            | Cail        | 1858    |             | 1916 nach Deutschland | D 3/3 |
| ab 1881: IV ab 1887: C3T ab 1902: D 3/3            | 2'          | La Côte                                | 52             | 102                | 502            | 3699            | Cail        | 1858    | 1913        | siehe unten           | D 3/3 |
| ab 1881: IV ab 1887: C3T ab 1902: D 3/3            | 3'          | L’Yvorne                               | 53             | 103                | 503            | –               | Cail        | 1858    | 1901        |                       | D 3/3 |
| ab 1881: IV ab 1887: C3T ab 1902: D 3/3            | 4'          | L’Industrie                            | 54             | 104                | 504            | 3368            | Cail        | 1858    | 1910        |                       | D 3/3 |
| ab 1881: IV ab 1887: C3T ab 1902: D 3/3            | 5'          | L’Agriculture                          | 55             | 105                | 505            | 3369            | Cail        | 1858    | 1913        |                       | D 3/3 |
| ab 1873: I ab 1887: A2T ab 1902: B 2/3             | 6–20        | → Hauptartikel: OS B 2/3 (Karlsruhe)   | 6–20           | 6–20               | 51–62, 801     | –               | Karlsruhe   | 1856–58 | 1888–1902   |                       | B 2/3 |
| ab 1873: I ab 1881: II ab 1887: A2T ab 1902: B 2/3 | 21–25       | → Hauptartikel: OS B 2/3 (Cail)        | 21–25          | 1–5                | 69–73          | –               | Cail        | 1858    | 1890–1892   |                       |       |

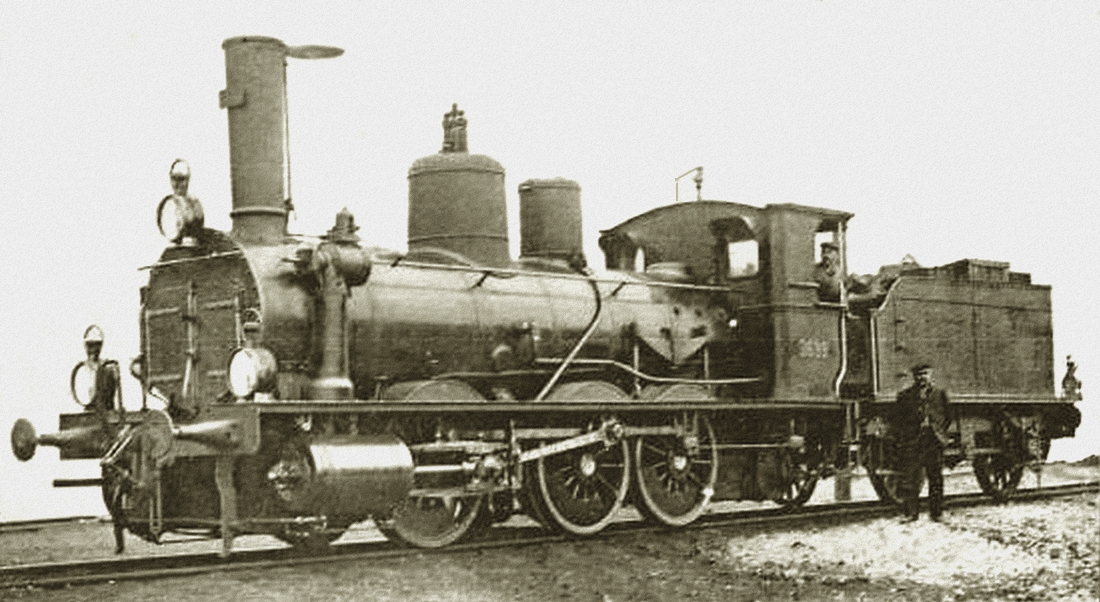
Die D 3/3 Nr. 502 war die erste Verbunddampflokomotive der Schweiz

Die D 3/3 Nr. 502 wurde 1888 von den SOS in der Werkstätte Yverdon als einzige Maschine der Serie grundlegend umgebaut. Sie erhielt einen neuen Kessel und wurde als erste Lokomotive der Schweiz mit Verbundantrieb ausgerüstet. Der offene, lediglich durch einen kleinen Schirm geschützte Führerstand wurde durch ein Führerhaus ersetzt.